# 武器としてのことば
『武器としてのことば―茶の間の国際情報学―』（ぶきとしてのことば　ちゃのまのこくさいじょうほうがく）は鈴木孝夫の著書。新潮選書から1985年に発刊された。全5章。 本書は日本における英語のあり方、また俗にいう欧米崇拝を批判し、従来にかわる新しい英語観を説く社会言語学的な文化論であり、「閉された言語・日本語の世界」（1980）、「日本語は国際語になりうるか ― 対外言語戦略論」（1995）などに連なるものである。第4章では英米で用いられる英語（「民族英語」）と、非英語話者によって用いられるところの、英米で用いられる英語から離れた独自の英語（「国際英語」）の別を立て、後者に積極的な地位を求めるむねが記されており、いわゆる「イングリック」論を説いた早い時期の著書でもある。本書が発刊されたのがエズラ・ヴォーゲルの『ジャパン・アズ・ナンバーワン』から6年後の1985年という、日本が世界に有数の経済大国となったという言説が行われた時期にあたり、「日本は経済大国となったのだから世界に対してみずからの主張を強めるべきだ」という思想が本書の背景にある。